# 岡見站
岡見站（日语：／ Okami eki */?）是位於島根縣濱田市三隅町岡見，西日本旅客鐵道（JR西日本）的山陰本線車站。
關於停此站的快速列車，下行於濱田站以西各站停車的班次全部停站，上行在上午前設有2班列車通過，下午只有2班列車停站。當中，下行2班列車中；只中1班在益田站至大田市站之間各站停車。在2020年3月14日時間表修正後，所有快速列車均停站。

## 歷史
- 1926年（大正15年）4月1日 - 國有鐵道山陰本線三保三隅站至鎌手站之新設此站，為一般車站。
  - 當時車站地址為島根縣那賀郡岡見村（日语：岡見村）。
- 1955年（昭和30年）4月1日 - 隨著三隅町（日语：三隅町 (島根県)）（第二次）成立，車站地址為島根縣那賀郡三隅町岡見。
- 1963年（昭和38年）2月1日 - 終止貨物起卸業務。
- 1987年（昭和62年）4月1日 - 伴隨國鐵分割民營化，車站由西日本旅客鐵道（JR西日本）營運。
- 1998年（平成10年）
  - 4月1日 - 日本貨物鐵道（JR貨物）開設此站，同時再次開始貨物起卸業務。
  - 6月15日 - 開始運送碳酸鈣粉。
- 2005年（平成17年）10月1日 - 隨著濱田市（第二次）成立，車站地址為現時位置。
- 2014年（平成26年）4月1日 - JR貨物車站廢止，再次終止貨物起卸業務[1]。

## 車站構造
本站是位於路堤上的高架車站，設有1面2線的島式月台，可進行列車交會。月台建設在彎位上。月台與車站之間設有行人隧道連接。下行列車使用南邊月台（靠近站房），上行列車使用北邊月台。本站由濱田鐵道部管理的無人車站。車站内曾設有乘車站證明票發行機。

### 月台
| 月台 | 路線     | 上下行 | 方向             |
| ---- | -------- | ------ | ---------------- |
| 1    | 山陰本線 | 下行   | 益田、新山口方向 |
| 2    | 山陰本線 | 上行   | 濱田、出雲市方向 |

※截至2017年3月，站內開始設置月台編號，在車站大樓側（下行）為1號月台。在列車運輸指令上，兩月台編號掉轉。

### 貨物起卸、專用線
此站曾經設有日本貨物鐵道（JR貨物）的貨運車站，以用作起卸專用線的貨物。
在車站東邊設有分岔往中國電力三隅發電廠的專用線。隨著興建該發電廠，山陰本線的走線於1992年有所變更，專用線中使用了部分山陰本線舊線。
在該專用線中，曾經設有來往美禰站至此站，經厚狹站、新山口站的貨運列車，每日1往返班次。美禰→岡見的班次運送碳酸鈣，岡見→美禰的班次運送粉煤灰。使用車廂為宇部興產水泥服務私家擁有的Taki1100形貨車。該班次在2014年正式取消（在2013年開始暫停營運）。

## 使用狀況
以下為近年1日平均乘車人次列表：
| 乘車人次變化 | 乘車人次變化    |
| 年度         | 1日平均乘車人次 |
| ------------ | --------------- |
| 1984         | 155             |
| 1994         | 106             |
| 1999         | 86              |
| 2000         | 101             |
| 2001         | 94              |
| 2002         | 99              |
| 2003         | 81              |
| 2004         | 70              |
| 2005         | 49              |
| 2006         | 60              |
| 2007         | 60              |
| 2008         | 58              |
| 2009         | 52              |
| 2010         | 49              |
| 2011         | 41              |
| 2012         | 37              |
| 2013         | 40              |
| 2014         | 36              |
| 2015         | 38              |
| 2016         | 32              |
| 2017         | 31              |

## 車站周邊
- 中國電力三隅發電廠（日语：三隅発電所）（火力發電廠）
- 須津漁港

## 相鄰車站
西日本旅客鐵道
山陰本線
- 快速水快車停車站。

三保三隅－岡見－鎌手

## 注腳
1. ↑  電氣車研究會『平成二十六年度 鉄道要覧』記述了岡見至益田之間的第二種鐵道事業廢止。
2. ↑  島根縣統計書

## 外部連結
- 岡見｜車站資訊：JR出門網 - 西日本旅客鐵道